# Korybanten

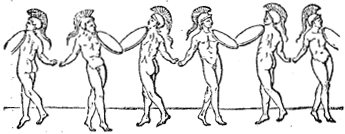
Korybantische dans (A Dictionary of Greek and Roman Antiquities).

Korybanten of Korybantes (Oudgrieks: Κορύβαντες / Korúbantes; Frygisch: Kurbantes; Latijn: Corybantes) waren in de Oud-Griekse godsdienst priesters van Rheia-Kybele. Volgens de legende waren ze zelf van oorsprong goddelijk. Zij maakten muziek en voerden dolle dansen uit en namen deel aan orgiastische braspartijen. Naar het scheen hadden ze de macht om waanzin zowel op te wekken als te genezen.
In de Frygische mythologie waren zij de begeleiders van de Moedergodin Cybele. In Lydië noemde men Corybas als hun hoofd en voorganger, als de eerste van de Korybanten, die in wezen identiek schijnt te zijn aan Attis. Zij verwijzen evenals de Cureten, de Idaiïsche Dactylen en de Samothracische Cabeiren oorspronkelijk naar goddelijke wezens (vegetatiedemonen), en waren evenals de bomen uit de aarde zelf ontsproten (autochthonos).
Volgens een bepaalde traditie waren zij nakomelingen van de Griekse god Zeus nadat deze de aarde had doordrongen door erop neer te regenen. Volgens een andere mythe waren de Korybantes kinderen van de Griekse godenkinderen Thaleia en Apollon.